# Pseudomaenas callistege
Pseudomaenas callistege är en fjärilsart som beskrevs av Felder och Alois Friedrich Rogenhofer 1874. Pseudomaenas callistege ingår i släktet Pseudomaenas och familjen mätare. Inga underarter finns listade.